# Fūrin

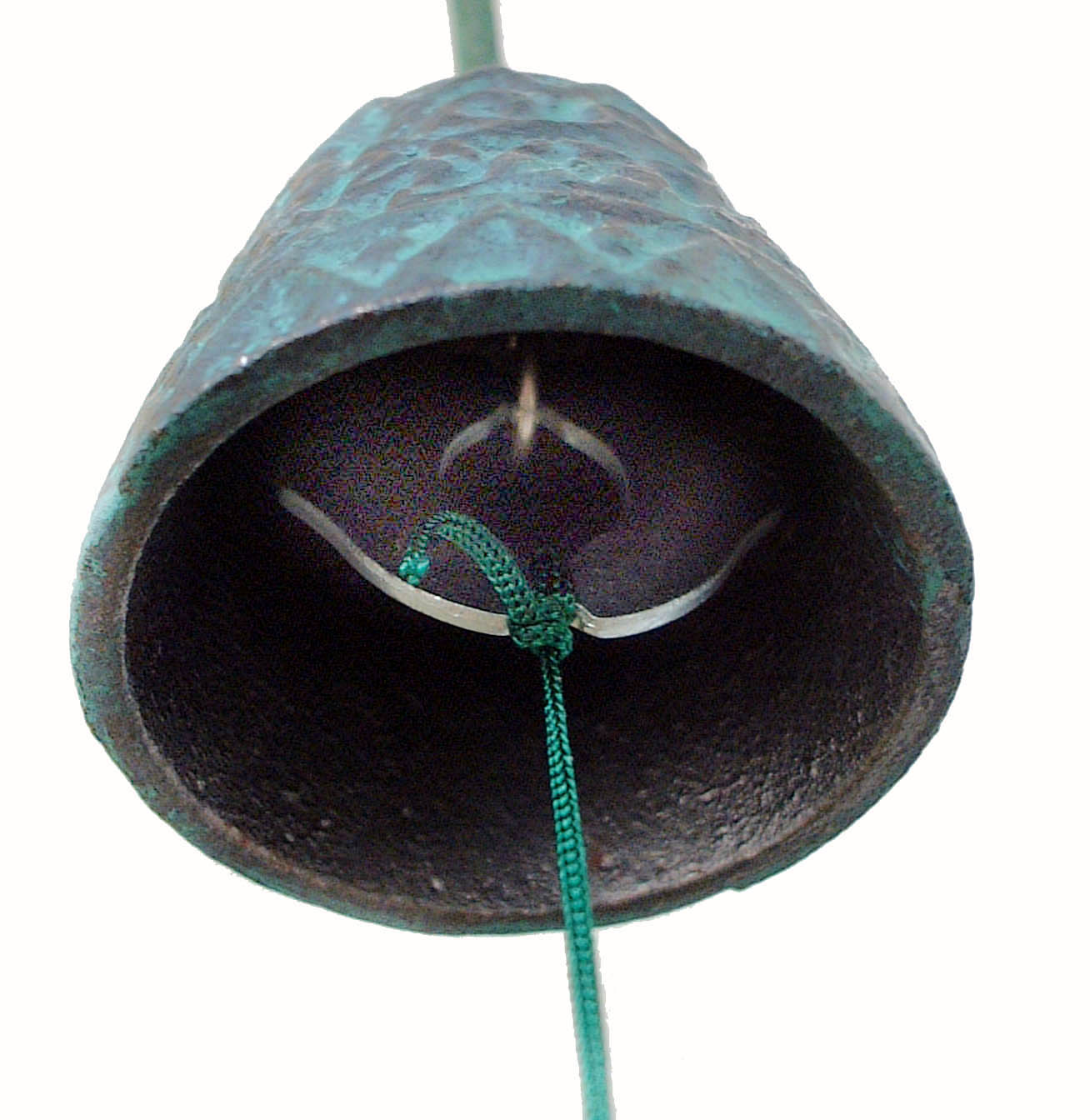
Fūrin en métal.

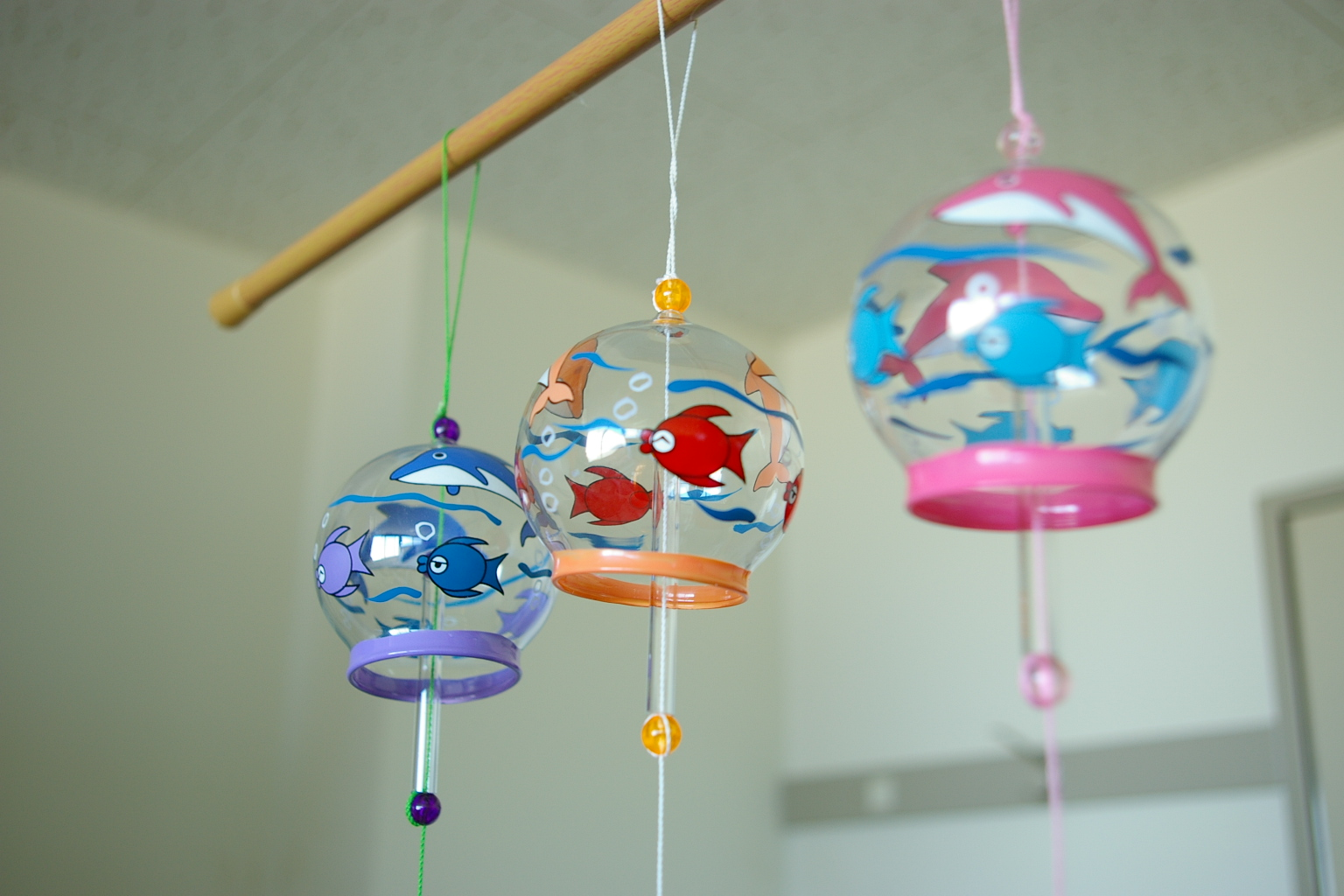
Fūrin en verre.

Le fūrin (風鈴, littéralement cloche éolienne), ou carillon japonais est un objet décoratif japonais fortement associé à l'été. Il est constitué le plus souvent d'une petite cloche accrochée au chambranle d'une fenêtre et qui tinte à la force du vent.

## Description
Le carillon japonais est généralement en métal, en verre ou en faïence. Le bois, la fonte, le laiton ou l'aluminium sont parfois utilisés comme matériaux de base. On y accroche souvent un petit morceau de papier 短冊 (tanzaku) au battant sur lequel est parfois écrit un haïku.

## Histoire
Les fūrin auraient été importées au Japon depuis la Chine à l'époque de la dynastie Tang où des carillons de métal étaient utilisés depuis plusieurs millénaires lors de cérémonies religieuses ou pour éloigner les mauvais esprits. Le terme fūrin lui-même est attesté au Japon lors de la période Heian. Les carillons étaient alors notamment accrochés sous les avant-toits des temples ou pagodes bouddhistes.
Les fūrin en verre sont apparus à la fin de l'ère Edo. Au XXe siècle, cette version est devenue la plus populaire et on s'y réfère en tant qu'edo-fūrin (江戸風鈴). C'est également à l'ère Edo que les fūrin acquièrent la réputation de rafraîchir en été,. En cela, ils font partie des fūbutsushi (風物詩), les objects caractéristiques de certaines saisons japonaises.
Pendant l'ère Edo, le corps des carillons en verre étaient obtenus par soufflage sans moule. Cette technique était très coûteuse et seuls les daimyo, l'aristocratie ou les riches marchands pouvaient les acheter. La production de masse au XXe siècle permit leur diffusion dans les foyers japonais mais une production artisanale se maintient,.

## Liens
- Notice dans un dictionnaire ou une encyclopédie généraliste :   - Britannica